# Фаско, Джон
Джон Фаско (англ. John Fusco) — американский сценарист, писатель, продюсер.

## Биография
Родился и вырос в штате Коннектикут. Окончил колледж Naugatuck Valley Community College в Уотербери. Поступив в школу искусств Tisch School of the Arts при Университете Нью-Йорка, написал сценарий к фильму Перекрёсток (1986).

## Фильмография
Написал сценарий к фильмам:
- Перекрёсток (1986)
- Молодые стрелки (1988)
- Молодые стрелки 2 (1990)
- Громовое сердце (1992)
- Бэйб[англ.] (1992)
- Лох-Несс[англ.] (1996)
- Спирит: Душа прерий (2002)
- Властелин легенд (2003)
- Идальго (2004)
- Запретное царство (2008)
- Марко Поло (сериал, 2014—2016)
- Крадущийся тигр, затаившийся дракон: Меч судьбы (2016)
- Хижина (2017)
- В погоне за Бонни и Клайдом (2019)

Кроме этого выступил в качестве продюсера:
- Там где реки текут на север (1993)
- America's First Horse: Hidalgo and the Spanish Mustang (телевизионный документальный короткометражный, 2004)
- Silent Thunder (документальный короткометражный, 2006)